# Max Brisson
Pour les articles homonymes, voir Brisson.
Max Brisson, né le 8 mars 1957 à Bayonne, est un homme politique français.
Professeur agrégé d'histoire, puis professeur de chaire supérieure et inspecteur général de l'Éducation nationale, il est d'abord conseiller municipal de Biarritz à partir de 1989, avant d'être élu conseiller régional d'Aquitaine en 1992 et conseiller général des Pyrénées-Atlantiques en 1998 aux côtés de François Bayrou.
Il est sénateur des Pyrénées-Atlantiques depuis 2017.

## Biographie

### Carrière professionnelle
Max Brisson a été tout au long de sa carrière professionnelle professeur agrégé (1980), puis de chaire supérieure (1999) et enfin inspecteur général de l'Éducation nationale (2009). Il a pris sa retraite en 2018. Passionné d'histoire, il a publié en 2001 aux éditions Atlantica : 1900, Quand les Français détestaient les Anglais.
Après des études universitaires d'histoire à Bordeaux[Quand ?], il passe avec succès le concours de l’agrégation d’histoire (session de 1980). Il enseigne dans divers établissements, d’abord dans l’enseignement secondaire puis en classes préparatoires aux grandes écoles (CPGE), avant d'être nommé inspecteur général de l’Éducation nationale (IGEN) en 2009. Il est inspecteur général de l’Éducation nationale honoraire depuis octobre 2018.

### Vie personnelle
Max Brisson est marié et père de deux filles. L'une d'entre elles, Emmanuelle Brisson, est candidate aux élections législatives de 2024 dans la sixième circonscription des Pyrénées-Atlantiques. Elle est défaite au premier tour.

## Mandats électoraux

### Mairie de Biarritz

#### Conseiller municipal dans la majorité
Élu pour la première fois conseiller municipal de Biarritz en 1989, Max Brisson se voit confier la délégation de la jeunesse et des sports sous la mandature du maire RPR Bernard Marie.
Il continue à siéger en tant que conseiller municipal, dans l'opposition, à la suite des élections municipales de 1991 et de 1995, dont Didier Borotra (UDF) est vainqueur. En 2001, il rejoint son équipe municipale de rassemblement et devient adjoint au maire, chargé des travaux, de l’urbanisme, de l’environnement. Réélu au côté de Didier Borotra en 2008, il occupe la même délégation en tant que premier adjoint au maire. En 2001, Max Brisson est exclu du RPR pour son ralliement à l'équipe transpartisane de Didier Borotra. Il intègre l'Union pour un mouvement populaire (UMP) lors de sa fondation en 2002. Il est aujourd'hui membre du parti Les Républicains.

#### Élection municipale de 2014 et son entrée dans l'opposition
En 2014, alors que le maire sortant décide de ne pas se représenter, il est candidat aux élections municipales sous l'étiquette UMP. Michel Veunac, membre de la précédente majorité municipale lui aussi, se présente sous les couleurs du MoDem. Max Brisson arrive en tête au premier tour mais perd les élections municipales de Biarritz devancé par Michel Veunac qui est alors élu maire.
Après son élection au Sénat en septembre 2017 et en application de la loi concernant le cumul des mandats, il annonce, le 18 octobre 2017, dans une tribune au Huffington Post, renoncer à son mandat de conseiller municipal d'opposition de la mairie de Biarritz. Lors des municipales de 2020, il a soutenu l’autre membre de son binôme au conseil départemental des Pyrénées-Atlantiques, Maider Arosteguy, qui est devenue maire de Biarritz le 3 juillet 2020.

### Mandat régional
En 1992, Max Brisson devient conseiller régional d’Aquitaine dans l’équipe de Jacques Valade (RPR) où il prend en charge la présidence de la commission « enseignement et recherche ». Il a depuis quitté ces fonctions.

### Mandat départemental: conseiller général puis conseiller départemental du canton de Biarritz
Il est élu en 1998 conseiller général du canton de Biarritz Ouest  face à Michel Veunac (UDF). François Bayrou alors président du conseil général des Pyrénées-Atlantiques lui confie la responsabilité de la politique de la Ville.
En 2001, il prend également la présidence de la commission « éducation, culture, jeunesse et sport » au Département.
En 2004, réélu conseiller général, il est porté par l’assemblée départementale au poste de premier vice-président  et exerce la délégation de la culture et des langues régionales.
Il est également, à cette même époque, président du groupe UMP au sein de la collectivité. Il préside Hélioparc, le technopôle de Pau.
En 2004, sous son influence, est fondé l’Office public de la langue basque (OPLB) qu’il préside jusqu’en 2011.
En 2008, il prend également en charge au sein du département la délégation des collèges et de l’éducation sous la présidence de l’UMP Jean Castaings.
Il conserve son siège de conseiller général et la présidence du groupe UMP  après les élections de 2011 mais cette fois dans l’opposition à Georges Labazée (PS).
En 2015, il est réélu conseiller départemental cette fois en binôme avec Maïder Arostéguy. Il occupe à nouveau les fonctions de premier vice-président du conseil départemental, chargé des finances, des ressources humaines, des politiques contractuelles et devient le délégué du président Jean-Jacques Lasserre pour les finances, le budget, le patrimoine départemental et le tourisme.
Il préside l’Agence d’attractivité et de développement touristique (AaDT) du Béarn et du Pays basque jusqu‘en avril 2018, date à laquelle il en devient le premier vice-président sous la présidence de Jacques Pedehontaà. En 2021, conformément à la tradition d'une présidence tournante entre les deux groupes départementaux majoritaires, Max Brisson est de nouveau élu président de l'AaDT,.
À ce titre, il s'investit pleinement dans la promotion du département des Pyrénées-Atlantiques en prenant part notamment aux Folies Béarnaises et à la transhumance organisée sur les Champs-Élysées le 6 mars 2022, en présence du Premier ministre Jean Castex.
Après son élection en tant que sénateur en 2017, il conserve sa fonction de conseiller départemental des Pyrénées-Atlantiques mais abandonne conformément à la loi ses fonctions exécutives. Il est réélu le 27 juin 2021 en binôme avec Martine Vals, adjointe au maire de Biarritz, avec laquelle il se présente sous les couleurs de la Majorité départementale d‘union de la droite et du centre. Après avoir obtenu 32 % au premier tour et être arrivés en tête face à 6 autres candidatures, Martine Vals et Max Brisson se retrouvent face à un binôme EELV et obtiennent 53,79 % des suffrages exprimés. Dans la foulée, Max Brisson est élu président du groupe La Droite républicaine pour le 64, un des deux groupes constituant la majorité départementale. Il préside la cinquième commission : Finances et Administration générale.

### Sénateur des Pyrénées-Atlantiques
Élu en troisième position avec 311 voix sur 1 789 lors des élections sénatoriales de 2017 dans les Pyrénées-Atlantiques, sur la liste « La force des territoires, majorité sénatoriale, union de la droite et du centre ». Il s'en est fallu de quatorze voix que ce ne soit Kotte Ecenarro, le maire d'Hendaye et second de la liste « Pour des communes vivantes (LSOC) » menée par Frédérique Espagnac, qui soit élu en troisième position.
Il s'inscrit dans le groupe Les Républicains au Sénat et devient membre, puis en 2019, vice-président de la commission de la Culture, de l'Éducation et de la Communication. Après le renouvellement de 2020, il est élu coordonnateur des sénateurs LR de la commission.
Candidat à sa propre succession aux élections sénatoriales de 2023 dans les Pyrénées-Atlantiques, il conduit la liste « La force de nos communes, avec Max Brisson ». Il obtient 30,76 % (553 suffrages), soit une augmentation de 78 % par rapport aux Élections sénatoriales de 2017 dans les Pyrénées-Atlantiques, et se classe en seconde position, derrière la liste menée par Frédérique Espagnac (PS) mais devant celle menée par Denise Saint-Pé (MoDem).
Il siège à nouveau au sein du groupe Les Républicains du Sénat. Le 3 octobre 2023, il est reconduit dans ses fonctions de vice-président de la commission de la Culture, de l'Éducation et de la Communication ainsi que dans sa responsabilité de coordonnateur des sénateurs LR de la commission, à l'unanimité.

## Engagement politique
Après que sa vie professionnelle l’a conduit comme professeur agrégé à exercer au Maroc puis dans La Manche, c'est lors de son retour en 1986 dans le Sud-Ouest qu'il s’engage politiquement alors au côté de Bernard Marie, maire de Biarritz et de Jean Gougy député et secrétaire départemental du RPR. Proche de Michèle Alliot-Marie, il devient délégué RPR de la 6e circonscription et secrétaire départemental adjoint chargé du Pays basque en 1992.
En 2001, il est exclu du RPR pour avoir rejoint Didier Borotra aux élections municipales de Biarritz mais il intègre l’UMP dès sa création l’année suivante. En 2004, il devient membre de son Conseil national.
Il est nommé secrétaire départemental en janvier 2011, fonction qu’il occupe jusqu’en avril 2016.
Max Brisson s’est également fortement engagé dans toutes les démarches de prospectives territoriales menées à partir des années 1990 en particulier Pays basque 2010 et 2020. Il figure parmi les fondateurs du conseil de développement en 1997, dont il est resté membre du bureau jusqu'en 2017. Il  devient la même année membre du conseil d’administration du Conseil des Élus du Pays basque.
Dans le cadre de ces démarches  de prospective territoriale, il se spécialise dans les questions culturelles et linguistiques. Il s’implique  dans la conception et le développement d’une politique linguistique, que ce soit pour le basque ou l’occitan. C’est d’ailleurs dans ce cadre qu’il lance Iniciativa pour l’occitan comme il l'avait fait pour le basque avec l'OPLB[Quoi ?].
Il intervient particulièrement sur le statut de la langue basque en France, le rapprochement des prisonniers ou le processus de paix. Il s'engage également sur l'épineuse question du logement sur la côte basque et, de manière plus générale, dans les territoires touristiques en militant pour une harmonisation et un renforcement des règles applicables aux locations saisonnières de courte durée, sujet d'une proposition de loi déposée au Sénat en septembre 2020. En février 2022, il densifie le corps de cette proposition de loi, qu'il redépose sous le nom de « Proposition de loi visant à réguler le marché locatif en zones tendues et à renforcer les règles applicables aux locations saisonnières de courte durée afin de mieux les encadrer sur l'ensemble du territoire ».
En 2016, à l'occasion des primaires de la droite et du centre, il apporte son soutien à Alain Juppé, dont il devient le référent départemental pour les Pyrénées Atlantiques. Il rallie la candidature de François Fillon mais quitte le 3 mars 2017 le bureau départemental de soutien du candidat Les Républicains. Il adhère au parti Libres! de Valérie Pécresse tout en restant membre de son parti lorsque la Présidente de la région Île-de-France le quitte en juin 2019. Il avait auparavant parrainé Laurent Wauquiez pour le congrès des Républicains de 2017, scrutin lors duquel il est élu le président du parti. Il a apporté son soutien à Christian Jacob lors de son élection consécutive à la démission de Laurent Wauquiez en juin 2019. Celui-ci lui a confié la co-animation d'un forum consacré à l'avenir des jeunes dans le cadre de la préparation d'un projet d'alternance qui a rendu ses conclusions en mai 2021.
A l'occasion des primaires de la Droite et du Centre 2021, Max Brisson s'engage derrière la candidature de Valérie Pécresse, qu'il parraine. Il est nommé référent Éducation et Enseignement supérieur. Investie candidate à l'élection présidentielle 2022, Valérie Pécresse lui renouvelle sa confiance et le nomme alors référent Éducation. Il anime un groupe de travail autour de l'Ecole, chargé de la rédaction du programme éducatif de la candidate.
En marge de l'élection interne pour désigner le président du parti Les Républicains de décembre 2022, il annonce soutenir la candidature de Bruno Retailleau. Le 14 mai 2023, il est nommé secrétaire national du parti et contre-ministre de l'Éducation nationale au sein du shadow cabinet constitué par Éric Ciotti, président de Les Républicains. Il en intègre également le bureau politique. Le 28 novembre 2023, il est élu président de la fédération Les Républicains des Pyrénées-Atlantiques avec 65 % des suffrages exprimés, sur un corps électoral de plus d'un milliers d'adhérents.
Il s'engage pour le rapprochement des 62 prisonniers basques (49 hommes et 13 femmes). Membre d'une délégation d'élus du Pays basque qui travaille en étroite collaboration avec le mouvement de l’association Bake Bidea, il participe à la manifestation du 9 décembre à Paris qui rassemble plusieurs milliers de personnes (10 000 selon les organisateurs, 6 200 selon la police). Il est le seul membre des Républicains à s'engager pour cette cause.